# Los reyes del sablazo
Los reyes del sablazo es una película argentina cómica de 1984 dirigida por Enrique Carreras y protagonizada por Alberto Olmedo, Jorge Porcel, Emilio Disi, Luisa Albinoni, Susana Traverso, Dorys del Valle y Javier Portales. Se estrenó el 16 de febrero de 1984.
La película es una nueva versión de Cuando besa mi marido (1950), dirigida por Carlos Schlieper, y de Matrimonio a la argentina (1968), la cual fue también dirigida por Enrique Carreras, y a su vez todas son adaptaciones de la obra de teatro Sexteto, de Ladislao Fodor.

## Sinopsis
Luisa (Luisa Albinoni) descubre en el portafolio de su marido Alberto (Alberto Olmedo) una fogosa carta de amor, en la cual éste aparece como un impetuoso amante, cosa que ella desconocía. Al reprocharle la infidelidad, él se detiene afirmando que el portafolio no es suyo, sino de Jorge (Jorge Porcel), un amigo al cual ella conoce y del que jamás sospechó podría ser un amante irresistible como lo describe la autora de la carta, una profesora de danzas y artes marciales. El comentario con sus amigas hará que Jorge, de carácter apocado, aparezca como un fenómeno pasional a los ojos de todas las mujeres, transformándose en el centro de interés de las clientas de su negocio que por esa circunstancia, obtendrá una gran prosperidad. Además Jorge, logrará interesar también a la amante que escribió la carta, quien terminará enamorándose de él, ante la gran desesperación de Alberto.

## Reparto
- Alberto Olmedo ... Alberto Envido
- Jorge Porcel ... Jorge Pelongo
- Luisa Albinoni ... Luisa
- Susana Traverso ... Meneca
- Dorys del Valle... Dorys
- Emilio Disi... Emilio
- Javier Portales... José
- I Médici Concert
- Mario Sapag
- Délfor Medina ... cliente de la sastrería
- Carlos Trigo
- Edgardo Mesa ... periodista
- Ana María Soria
- Tini de Bucourt
- Carmen Yazalde ... modelo
- Luis E. Corradi ... doctor
- Mario Ernesto Olivietti
- Juan Carlos Casas
- Carlos Fioriti
- Mónica Guido ... mujer en zapatería
- Paola Papini ... mujer en bar con cochecito de bebé
- Susana Chávez
- Mónica Romeu
- Julio Medici
- Osvaldo García Chimino
- Carlos La Terza
- Osvaldo Caruso
- Julio Pelleri
- Aurora del Mar ... doña Rosita
- Armando Capó
- Nancy Herrera ... alumna de Meneca
- Doris Perry
- Néstor Robles